# Església de Sant Pere i Sant Pau (el Caire)
L'església de Sant Pere i Sant Pau, més coneguda com Església El-Botroseya (àrab: الكنيسة البطرسية, al-Kanīsa al-Buṭrusiyya, lit. ‘església petrina’ o ‘església de Pere’, amb el sentit principal d'‘església de [la família] Boutros [=Pere]’, però, alhora, d'‘església de sant Pere’), és una petita església copta situada a prop de la catedral ortodoxa copta de Sant Marc, seu del màxim responsable de l'Església Ortodoxa Copta d'Alexandria, al districte d'Abbàssia, al Caire. Es va construir el 1911 sobre la tomba del primer ministre egipci Boutros Ghali.

## Història
L'església va ser construïda el 1911 sobre la tomba de Boutros Ghali, primer ministre d'Egipte del 1908 fins al seu assassinat el 1910. El procés de construcció de l'edifici va ser supervisat per la família Ghali. El seu net, Boutros Boutros-Ghali, sisè Secretari General de les Nacions Unides i abans ministre egipci d'afers estrangers, va ser enterrat a la cripta de sota l'altar el febrer de 2016. Anomenada originalment església de Sant Pere i Sant Pau, va passar a ser coneguda a través dels anys com església Botroseya, és a dir, de la família Boutros, la primera en rebre el nom d'una família política.
L'11 de desembre del 2016, un suïcida es va immolar amb explosius a l'església, assassinant a 25 persones, majoritàriament dones i nens, i ferint-ne a moltes altres.

## Arquitectura
L'església és considerada pels historiadors locals d'un gran valor religiós i artístic. Va ser dissenyada en l'estil de basílica per l'arquitecte italo-eslovè Antonio Lasciac, designat arquitecte en cap per Ismaïl Paixà, que va fer una estructura de 28 metres de llarg i 17 d'amplada. La nau central és separada dels altars per una fila de columnes jaspiades a cada costat, amb una sèrie de les pintures italianes que descriuen la vida de Jesús, els seus apòstols i diversos sants. Al final de la nau central hi ha una peça de marbre negra amb les paraules finals que va pronunciar Boutros Ghali. Hi ha mosaics venecians a les parets, incloent un que descriu el baptisme de Jesús al riu Jordà, i un altre darrere del santuari que mostra Jesús en una casa, amb la Mare de Déu a la seva dreta i l'evangelista Marc a l'esquerra.